# Waschhaus (Saint-Méry)
Das Waschhaus (französisch lavoir) in Saint-Méry, einer französischen Gemeinde im Département Seine-et-Marne in der Region Île-de-France, wurde im 19. Jahrhundert errichtet.
Das öffentliche Waschhaus befindet sich in der Rue de l’Église auf beiden Seiten des Baches Prée. Über steinerne Treppen erreicht man die beiden Seiten des Waschhauses, das an den Wänden noch die Aufhängevorrichtungen für die Wäsche besitzt. Die Wäscherinnen wurden durch zwei Pultdächer geschützt.
Im Jahr 1982 wurde das Waschhaus renoviert.